# Pictichromis coralensis
Pictichromis coralensis är en fiskart som beskrevs av Gill 2004. Pictichromis coralensis ingår i släktet Pictichromis och familjen Pseudochromidae. Inga underarter finns listade i Catalogue of Life.